# Нузла
Нузла или понякога членувано Нузлата (на гръцки: Άγιος Ανδρέας, Агиос Андреас, до 1928 година Νουζλά, Нузла) е село в Гърция, дем Кушница, област Източна Македония и Тракия.

## География
Селото е разположено на 70 m надморска височина в котловина в източната част на Люти рид на река Чакал.

## История

### В Османската империя
В XIX век Нузла е чифлик в Правищка каза на Османската империя. В 1889 година Стефан Веркович („Топографическо-этнографическій очеркъ Македоніи“) пише за Нузла:
| „ | Назлата, бивш чифлик, а днес е владение на руския атонски манастир Сарай. В него има няколко къщи на манастирски работници, за които се грижат монахини. Работниците се занивамат с отглеждането на лозя и маслинени дървета със средства на манастира. Манастирът е засадил 5000 маслинени дървета. Към това имение принадлежи и плънинско пасище, служещо за отглеждане на овце и кози. | “ |

Съгласно статистиката на Васил Кънчов („Македония. Етнография и статистика“) към 1900 година Нузла Чифликъ принадлежи на светогорския Илински сит, като в него има само ратаи, които се числят по родните им села, и монаси, което се числят към манастира.

### В Гърция
В 1913 година селото попада в Гърция след Междусъюзническата война. През 20-те години на XX век турското му население се изселва по споразумението за обмен на население между Гърция и Турция след Лозанския мир и на негово място са заселени гърци бежанци, които в 1928 година са 54 семейства със 193 души, като селото е чисто бежанско. В 1928 година селото е прекръстено на Агиос Андреас. Според българска статистика от 1941 година в селото има 400 жители.
Населението отглежда тютюн и пшеница.
В Нузла са запазени руините на исторически манастир, които дем Елевтерес реставрира.
| Име         | Име         | Ново име | Ново име  | Описание                          |
| ----------- | ----------- | -------- | --------- | --------------------------------- |
| Харман тепе | Χαρμὰν Τεπέ | Аетовуни | Ἀετοβούνι | възвишение в Люти рид, И от Нузла |

| Година    | 1913 | 1920 | 1928 | 1940 | 1951 | 1961 | 1971 | 1981 | 1991 | 2001 | 2011 | 2021 |
| --------- | ---- | ---- | ---- | ---- | ---- | ---- | ---- | ---- | ---- | ---- | ---- | ---- |
| Население | 0    | 162  | 217  | 355  | 389  | 353  | 174  | 204  | 282  | 314  | 411  | 374  |